# هرم مقلوب

رسم توضيحي لأسلوب الهرم المقلوب في كتابة الأخبار.

الهرم المقلوب هو استعارة يستعملها الصحفيون وكتاب آخرون ليبينوا وضع أهم معلومة في أول النص. وهي طريقة معتادة في كتابة القصص الإخبارية وتدرس على نطاق واسع للصحفيين.